# Ryszard Klimczak
Ryszard Klimczak, ps. „Wola” (ur. 24 czerwca 1925 w Łodzi, zm. 23 września 2021) – polski dziennikarz, poeta, prozaik i kapitan rezerwy Wojska Polskiego.

## Życiorys
Ukończył naukę w Szkole Powszechnej im. Marszałka Józefa Piłsudskiego w Łodzi. Następnie rozpoczął naukę w gimnazjum kupieckim na Księżym Młynie, którego nie ukończył z powodu wybuchu wojny. Był harcerzem 11 Łódzkiej Drużyny Harcerskiej im. Wiśniowieckiego, a następnie 20 Łódzkiej Drużyny Harcerskiej im. Zawiszy Czarnego.
Jako harcerz od 1939 brał udział w działaniach konspiracyjnych podczas II wojny światowej. Wiosną 1940 został wysiedlony z Łodzi. Początkowo przebywał w Ostrowcu Świętokrzyskim, następnie w Siennie, gdzie pracował jako robotnik oraz kontynuował naukę na tajnych kompletach, jako uczeń Włodzimierza Sedlaka (1911–1993). Był partyzantem podobwodu ZWZ-AK kryptonim „Dolina”. W 1944 dołączył do „Świtu”, gdzie pełnił funkcję podoficera propagandy, następnie zaś do oddziału partyzanckiego Armii Ludowej im. Gabriela Narutowicza, przekształconego w II Brygadę Armii Ludowej „Świt”, gdzie został zbrojmistrzem. Wraz z Brygadą przeszedł szlak bojowy od Gór Świętokrzyskich do Puław, uczestnicząc w bitwach pod Gruszką oraz pod Skierenem, po której został odznaczony Krzyżem Walecznych i awansowany do stopnia porucznika Armii Ludowej. Podczas wojny był dwukrotnie ranny.
Od 1945 przebywał w Łodzi, gdzie ukończył studia prawnicze na Uniwersytecie Łódzkim (1946–1951) oraz pracował jako dziennikarz działu literackiego i reportażu krajowego „Głosu Ludu” oraz realizował się jako prozaik i poeta. Był także redaktorem akademickiego pisma „Życie”. W latach 1948–1980 był redaktorem naczelnym pisma „Nasze Życie”, wydawanego przez Związek Zawodowy Pracowników Przemysłu Włókienniczego, Odzieżowego i Skórzanego. Po 1980 poświęcił się działalności w Związku Inwalidów Wojennych i Związku Literatów Polskich oraz twórczości literackiej.

### Życie prywatne
Jego żoną (od 1948) była sędzia Ludwika Klimczak (zm. 2011).
Pochowany został w części prawosławnej Starego Cmentarza w Łodzi.

## Twórczość
Jest autorem piosenek takich jak: Świtowcy (VIII 1944) napisanej do melodii Suity kaukaskiej; Bojówka; Jesli zawtra wajna oraz piosenki poświęconej lotnikom Dywizjonu 303 (1943). Napisał także dwa przyczynki historyczne do dziejów organizacji „Świt”, wydane w ramach prac zbiorowych wydanych przez Ministerstwo Obrony Narodowej: 2 Brygada Armii Ludowej „Świt” – wspomnienia partyzantów oraz Tak rodziła się wolność i jeden przyczynek do dziejów ruchu robotniczego. Ponadto był autorem wspomnień, powieści i poezji.

### Publikacje
- Czas – karabin. Powieść (Wydawnictwo Łódzkie, 1961),
- Raport ilustrowany. Wspomnienia (Wydawnictwo Łódzkie, 1970),
- Bez owijania w bawełnę. Szkice (Wydawnictwo Łódzkie, 1971),
- Niepokój elektrostazy. Powieść (Wydawnictwo Łódzkie, 1987),
- Drgania wzbudzone. Poezje (nakład własny, Łódź 1989)[2],
- Nikt nie jest poza podejrzeniem. Opowiadania (1992),
- Skok w wyciszony horyzont (Varia, Łódź 1993)[4]
- Peregrynacje afrykańskie. Wiesze (1995)
- Erotyki i wybryki. Wiersze (1997)
- O raku, owczarku węgierskim i skrzypcach Stradivariusa. Powieść (1998)
- Humoreski-makabreski z łezką i bez łezki. Opowiadania (2001)
- Aforyzmy. Fraszkorymy. „No... ładne kwiatki” (nakład własny, 2002).
- Dotyk zamulonego czasu. Opowiadania (2008)
- Ucieczka za wstęgi Möbiusa. Opowiadania (Astra, 2013)[4]

## Odznaczenia
- Krzyż Komandorski Orderu Odrodzenia Polski[4][3],
- Krzyż Walecznych,
- Krzyż Armii Krajowej,
- Krzyż Partyzancki,
- Medal Wojska „Polska Swemu Obrońcy”[3],
- Honorowa Odznaka Miasta Łodzi,
- Złote Pióro Stowarzyszenia Dziennikarzy Polskich[4].